# Rundfunkjahr 1976

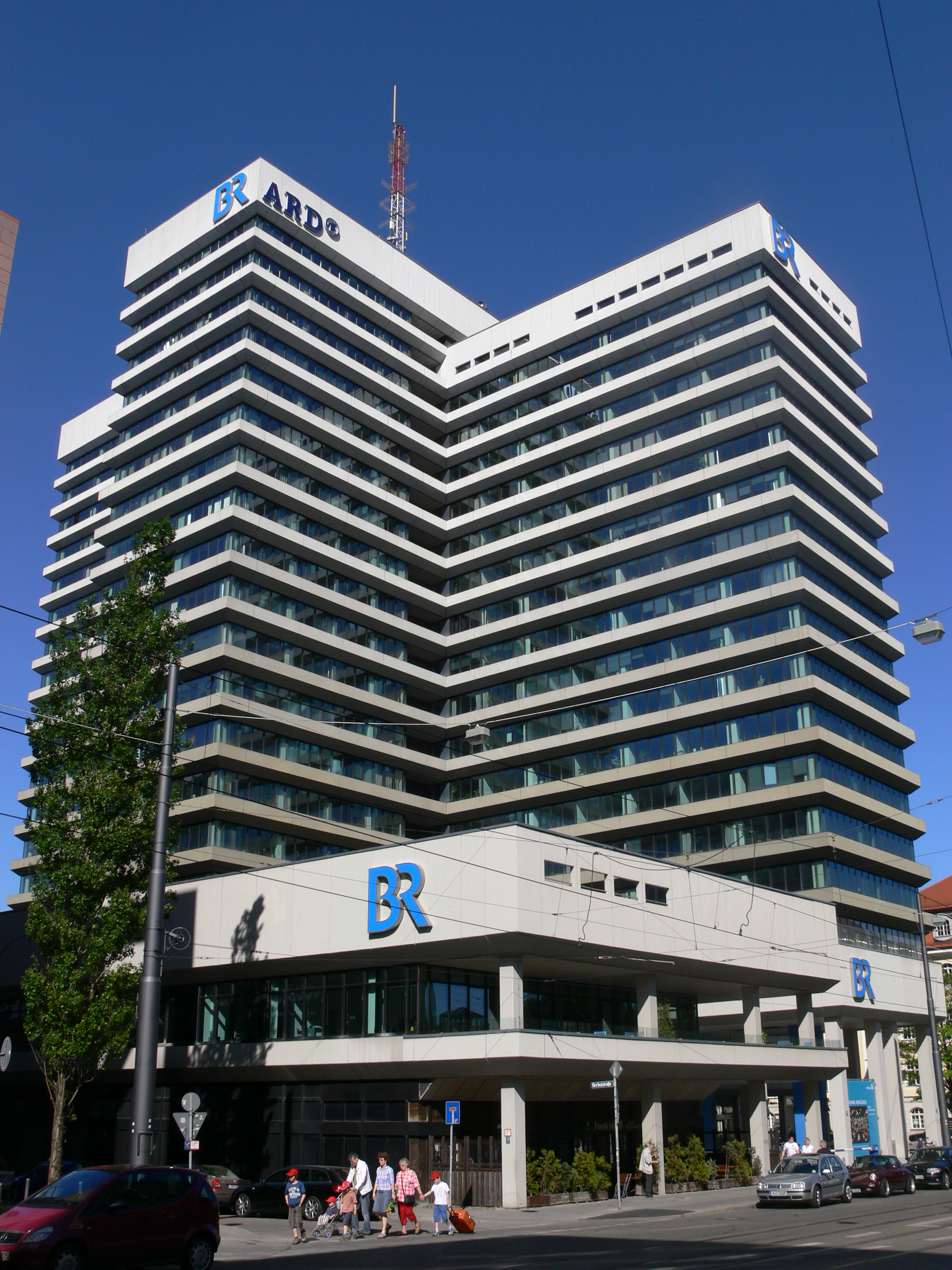
Neuer Hauptsitz des BR im Jahr 1976

Liste der Rundfunkjahre

◄◄ | ◄ | 1972 | 1973 | 1974 | 1975 | Rundfunkjahr 1976 | 1977 | 1978 | 1979 | 1980 | ► | ►►

Weitere Ereignisse

## Allgemein
- Sony bringt als qualitativ höherwertige Alternative zur Philips-Compact Cassette das analoge Audioformat Elcaset auf den Markt. Es findet kaum Verbreitung, sein Verkauf wird schon 1980 eingestellt.
- 1. Januar – In Deutschland übernimmt die GEZ die Gebühren- und Teilnehmerverwaltung der öffentlich-rechtlichen Rundfunkanstalten; zuvor war für diese Aufgaben die Deutsche Bundespost zuständig.
- 1. April – In Los Altos, Kalifornien gründen Steve Jobs, Steve Wozniak und Ron Wayne die Computerfirma Apple.
- September – Die japanische Firma JVC stellt das Video Home System (VHS) vor. Damit ist ein Jahr nachdem Sony Betamax auf den Markt gebracht hat, ein weiteres einfach zu bedienendes Videosystem für Endverbraucher verfügbar. Der erste seriengefertigte VHS-Rekorder ist der JVC HR-3300, der noch im gleichen Jahr in Japan und 1978 auch in Westeuropa und den USA auf den Markt kommt. Noch in den späten 1970ern werden Nachbauten kleinerer europäischer Hersteller angeboten, die auf dem HR-3300 basieren.[1]
- Oktober – Die erste Ausgabe des aufwändig gestalteten Reportagenmagazins GEO kommt in den Zeitschriftenhandel.
- 1. Oktober – Der Bayerische Rundfunk (BR) bezieht seinen Hauptsitz in der Münchener Arnulfstraße keine 100 Meter vom ehemaligen Hauptsitz am Rundfunkplatz.
- 20. Dezember – ARD-Korrespondent Lothar Loewe wird wegen eines kritischen Kommentars zu den DDR-Grenzbefestigungen aus der DDR ausgewiesen.

## Hörfunk
- Start der Schweizer Jugendsendung Sounds auf DRS 2.
- 1. März – Der ORF nimmt ein Verkehrsfunksystem für Österreich in Betrieb.
- 7. April – Das Hörspiel Centropolis von Walter Adler wird mit dem Hörspielpreis der Kriegsblinden ausgezeichnet.
- 1. Juni – Joachim Braun wird der erste ARD-Hörfunkkorrespondent in Südafrika.
- 23. Juni – Ö1 sendet das von Helmut Zenker geschriebene und von ORF und SWF produzierte Krimihörspiel Hartlgasse 16a, womit die Ermittlerfigur Kottan zum ersten Mal in Erscheinung tritt.
- 3. Dezember – Gemäß den Bestimmungen des Zweiten Autonomiestatuts wird Ö3 nun auch offiziell in Südtirol ausgestrahlt.

## Fernsehen

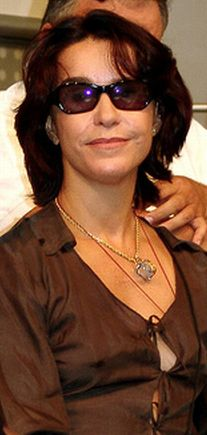
1976: Lucélia Santos ist in der Titelrolle von Die Sklavin Isaura, der ersten Telenovela der Fernsehgeschichte zu sehen

- 11. Januar – Das tschechoslowakische Fernsehen Československá televize strahlt die erste Folge der Krimiserie Die Kriminalfälle des Major Zeman (Die dreißig Fälle des Major Zeman), Regie: Jiří Sequens aus. Die erste Episode  der chronologisch aufgebauten Serie trägt den Titel Tod am See und handelt davon, wie der junge Jan Zeman 1945 vom Konzentrationslager heimkehrt und beschließt, Polizist zu werden. Eine weitere Folge (Fuchsjagd) hat den kommunistischen Februarputsch Klement Gottwalds im Jahr 1948 zum Thema. Major Zeman unterscheidet sich nicht nur von der Anlage und vom Aufbau her von herkömmlichen (weitestgehend unpolitischen) Fernsehkrimiserien, wie sie in öffentlich-rechtlichen Anstalten beiderseits des Eisernen Vorhangs seit den 1960er Jahren üblich waren, sie gilt vor allem als regimetreue Propaganda der sogenannten "Normalisierung" nach dem Prager Frühling 1968.
- 20. Januar – Die Ausstrahlung des Films Shirins Hochzeit von Helma Sanders-Brahms, der die Selbstbestimmtheit einer Türkin in Deutschland thematisiert, sorgt für Debatten im türkischen Parlament und für Proteste von türkischen Gruppen in Deutschland.
- 13. Februar – Beim ZDF ist die 45-teilige US-Krimiserie Petrocelli erstmals im Fernsehen zu sehen.
- 22. Februar – Das Deutsche Fernsehen beginnt mit der Kinderserie in 6 Teilen Das Haus der Krokodile.
- 1. März – Das sowjetische Fernsehen beginnt mit der Ausstrahlung der Fernsehhitparade Melodii i ritmy sarubeschnoi estrady (Melodien und Rhythmen der ausländischen Hitparade). Die Sendung, die bis zum Machtantritt Gorbatschows im Programm bleibt, macht vor allem unpolitische Stars aus dem Westen wie Boney M. oder ABBA populär.
- 8. März – Im Deutschen Fernsehen wird die erste Folge der Sendereihe Loriot des gleichnamigen Humoristen mit Sketchen wie Studiointerview und Der Lottogewinner ausgestrahlt.
- 11. März – In Deutschland strahlt die ARD die erste Folge der Krimiserie Detektiv Rockford – Anruf genügt mit James Garner in der Titelrolle aus.
- 9. September – Die Kinderserie Die Biene Maja nach der literarischen Vorlage Waldemar Bonsels wird zum ersten Mal im deutschen Fernsehen ausgestrahlt.
- 16. Juni – Die ARD-Tagesschau wird erstmals von einer Frau, Dagmar Berghoff moderiert.
- 21. Juni – Im III. Fernsehprogramm der Nordkette wird zum ersten Mal das politische Satiremagazin Extra 3 ausgestrahlt.
- 3./4. Juli – Anlässlich der 200-Jahr-Feier der USA ist in den landesweiten Fernsehanstalten ABC, CBS und NBC ein umfangreiches Sonderprogramm mit Stars wie Walter Cronkite, Bob Hope, Paul Anka und anderen zu sehen.
- 5. September – Im britischen Fernsehsender ITV ist die erste Folge der Muppet Show zu sehen. Stargast ist die Tänzerin Juliet Prowse.
- 27. September – Sendestart der zweiten französischsprachigen Fernsehkette La Deux des öffentlich-rechtlichen Rundfunks in Belgien.
- 5. Oktober – FS2, der zweite Kanal des ORF, strahlt die erste Folge der Talkshowreihe Club 2 aus. Thema der ersten, von Günther Nenning moderierten Sendung ist die bevorstehende deutsche Bundestagswahl.
- 10. November – Der brasilianische Fernsehsender Rede Globo strahlt die erste Folge der Telenovela Die Sklavin Isaura (A escrava Isaura) aus. Die Produktion, deren Handlung im Brasilien des 19. Jahrhunderts angesiedelt ist, gilt als die erfolgreichste ihres Genres, wird in 95 Länder verkauft und ist die erste westliche Fernsehproduktion, die auch in den realsozialistischen Ländern zu sehen ist.
- 5. Dezember – Im Deutschen Fernsehen ist die Fernsehserie Aus 1001 Tag zu sehen
- 28. Dezember – Im ZDF ist der erste Teil des Abenteuervierteilers Michael Strogoff zu sehen. Die aufwändig produzierte Miniserie die mit Raimund Harmstorf in der Titelrolle besetzt ist, wird von Kritik und Publikum positiv aufgenommen. Der nach der Romanvorlage Der Kurier des Zaren von Jules Verne entstandene Vierteiler spielt während der Regierungszeit des russischen Zaren Alexander II. (1855–1881), wurde vor allem in Ungarn gedreht und handelt von einem (fiktiven) Aufstand der Tataren gegen die russische Herrschaft.

## Geboren
- 1. Januar – Zlatko Trpkovski wird in Nattheim geboren. Er erlangte 2000 als Teilnehmer der ersten Big Brother Show vorübergehende Prominenz.
- 6. Januar – Danny Pintauro, US-amerikanischer Schauspieler, wird Milltown, New Jersey geboren. Bekannt wurde Pintauro durch die Rolle des Jonathan Bower in der Sitcom Wer ist hier der Boss?
- 7. Januar – Tyron Leitso, kanadischer Schauspieler, wird in North Vancouver, British Columbia geboren.
- 11. Februar – Alexandra Neldel, deutsche Schauspielerin (Elisabeth „Lisa“ Plenske in Verliebt in Berlin) wird in Berlin geboren.
- 13. April – Jonathan Brandis, US-amerikanischer Schauspieler wird in Los Angeles geboren († 2003). Brandis wurde in der Science-Fiction-Reihe seaQuest DSV in der Rolle des Lucas Wolenczak bekannt.
- 9. Mai – Nazan Eckes, deutsche Fernsehmoderatorin wird in Köln geboren.
- 25. Mai – Ethan Suplee, US-amerikanischer Seriendarsteller (My Name Is Earl) wird in New York City geboren.
- 31. Mai – Tanja Mairhofer, österreichische Moderatorin und Schauspielerin kommt in Johannesburg, Südafrika zur Welt.
- 11. September – Steffen Lehmann, deutscher Schauspieler und Sprecher wird in Marburg an der Lahn geboren.
- 23. Dezember – Katrin Lampe, österreichische Schauspielerin und Moderatorin (Bauer sucht Frau) wird in Wien geboren.

## Gestorben
- 29. Februar – Paul Schallück, deutscher Schriftsteller und Hörspielautor stirbt 53-jährig in Köln.
- 28. April – Richard Hughes, britischer Schriftsteller stirbt 76-jährig  in Harlech/Gwynedd, Wales. Er gilt als der Autor des ersten europäischen Hörspiels, welches für das Vereinigte Königreich von der BBC am 15. Januar 1924 unter dem Originaltitel Danger, bzw. A Comedy of Danger und am 24. August 1925 in Deutschland von der Nordischen Rundfunk AG unter dem Titel Gefahr erstgesendet wurde.
- 19. Dezember – Kurt Lieck, deutscher Schauspieler und Hörspielsprecher, stir´bt 77-jährig in Remagen. Er wurde vor allem durch die 12-teilige Paul-Temple-Hörspielreihe des NWDR und WDR  in der Rolle des Sir Graham Forbes bekannt.